# Exercicis espirituals
Els exercicis espirituals recullen els ensenyaments d'Ignasi de Loiola i designen per extensió qualsevol meditació cristiana a partir de textos preparats per aprofundir en la fe en un recés.

## Aplicació
Els exercicis consisteixen en un programa de convivència amb altres creients retirats del món per un període curt, on es guarda silenci la major part del dia per permetre la reflexió sobre uns textos que ajuden a l'aplicació a la vida diària dels preceptes del cristianisme. Estan dirigits per un sacerdot que comenta les implicacions de cada passatge de manera individual amb cada persona participant en el recés.
Els exercicis formen part de la preparació per al sacerdoci dels jesuïtes i es fan en versió reduïda per a convivències de fe per a matrimonis, grups parroquials en dates assenyalades o joves que es preparen per a la confirmació, entre d'altres. Des de 1929, el Papa anima als catòlics a practicar-los amb regularitat. Pel paper que atorguen a la pregària a partir de fragments de la Bíblia, han estat adoptats també per comunitats protestants.

## Temes i estructura
Els temes fonamentals són el pecat i la temptació que suposa i la vida de Jesús com a exemple. Sorgeixen de l'experiència personal d'Ignasi de Loiola a la cova de Manresa, on va reflexionar sobre la fe i la nova vida que volia portar.
El llibre base s'estructura en quatre parts, anomenades setmanes perquè es poden dur a terme en aquest període. A la primera setmana es reflexiona sobre la presència del mal al món i s'acaba demanant perdó pels pecats comesos. A la segona es pren com a guia el viatge de predicació de Jesús com un símbol (el creient és convidat a seguir Crist). A la tercera es recrea la Passió de Jesús per ser conscient del sacrifici que va decidir fer per salvar els homes. A la quarta, per acabar, a partir de la resurrecció, s'anima al creient a consagrar la seva vida a Déu, proclamant el seu missatge i practicant la solidaritat.